# ずん
ずんは、浅井企画所属のお笑いコンビ。2000年結成。

## メンバー
飯尾 和樹（いいお かずき、1968年12月22日 -）（56歳）
ボケ担当、立ち位置は向かって左。
東京都世田谷区出身。
主なギャグは「ペッコリ45度」「スタコラツー、ツーラコタス」「1.2.1.2屈伸ついでにレディガガ!」「1歩2歩3歩目から眼鏡と別行動〜!」「平日の昼間からゴロゴロ～ゴロゴロ! あ〜ぁ、親父がトム・クルーズだったらな〜」など。
やす（本名:藍木 靖英〈あいき やすひで〉1969年11月18日 -）（55歳）
ツッコミ担当、立ち位置は向かって右。
宮崎県児湯郡高鍋町出身。
細かすぎて伝わらないモノマネでの空手シリーズや、篠原信一・松木安太郎・高橋克実などのモノマネが持ちネタ。

## 略歴
今のコンビ以前、飯尾は村山ひとし（ボケ、現在はプロデュース業）とコンビ『La.おかき』、やすは飯田英明（ボケ、現在はマンモウ飯田名義で長野県のローカルタレントとして活動中）とコンビ『ヘーシンク』として活動していたが共に解散。2000年、双方ともツッコミ担当ながらコンビを結成（結成当初、事務所の先輩にあたる関根勤は2人を「ボケ（飯尾）とぼんやり（やす）」と評した）。コンビ名の由来は、語感の良さと「ずんと心に残る様な感じ」という意味合いを込めて命名したもの。
飯尾はピンでの出演が多く、レギュラー・準レギュラー数本を抱えているがコンビでの出演も多くなってきている。

## 芸風
主にコント。飯尾が独特の間合いで差し挟むフレーズ、ギャグや所作などで笑わせたりするなど他とは一線を画したワールドを持つ。

## 賞レースの戦歴

### キングオブコント
| 年度   | 結果       | 会場                         | 日時       |
| ------ | ---------- | ---------------------------- | ---------- |
| 2008年 | 2回戦進出  | ラフォーレミュージアム六本木 | 2008/08/25 |
| 2009年 | 2回戦進出  | TEPCOホール                  | 2009/08/08 |
| 2010年 | 準決勝進出 | 赤坂BLITZ                    | 2010/08/29 |
| 2011年 | 準決勝進出 | 赤坂BLITZ                    | 2011/08/25 |
| 2013年 | 準決勝進出 | 赤坂BLITZ                    | 2013/08/30 |
| 2014年 | 準決勝進出 | 赤坂BLITZ                    | 2014/09/09 |
| 2015年 | 準決勝進出 | 赤坂BLITZ                    | 2015/08/27 |
| 2016年 | 準決勝進出 | 赤坂BLITZ                    | 2016/09/09 |

- 2012年 - ビートたけしのエンターテインメント賞激励賞[1]。

## 出演
メンバー単独での出演は飯尾和樹、やすの項を参照。

### テレビ
現在のレギュラー
- さんまのお笑い向上委員会（フジテレビ） - 中川家と交代で隔週出演
- スイッチ!（東海テレビ） - 隔週金曜日レギュラー

過去のレギュラー
- キャイ～ン式（TBS、2001年10月3日 - 2002年3月27日）
- 乙音の部屋（エンタ!959、2007年1月2日[2] ‐ 2009年6月4日[3]）
- 正直女子さんぽ（フジテレビ）
- まるごと（静岡第一テレビ、2015年4月 - 2018年3月） - 2018年4月以降は飯尾のみ出演

その他の出演
- さんまのSUPERからくりTV（TBS）
- とんねるずのみなさんのおかげでした（フジテレビ）
  - 博士と助手〜細かすぎて伝わらないモノマネ選手権〜ではやすは常連、飯尾も出場経験がある。
- お笑い Dynamite!（TBS）- キャッチコピーは「スローライフな2人組」
- ウンナン極限ネタバトル! ザ・イロモネア 笑わせたら100万円（TBS） - 本編へは5回出場
  - 初出場は2008年1月3日放送分のゴールドラッシュ（予選）。3rdステージ敗退。
  - 本編への初出場は2010年1月3日放送分、『関根勤軍団』のメンバーとして出場。飯尾の一発ギャグ「あ～あ、幕末に生まれてりゃな」にて100万円獲得。
  - 2025年2月24日放送分ではずんとして出場。飯尾の一発ギャグ「あ～あ、ドジャース、間違って俺と契約しねぇかな～」にて100万円獲得。
- 内村プロデュース（テレビ朝日・テレビデビュー） ※飯尾が一時準レギュラー、やすはゲスト扱い
- アメトーーク!（テレビ朝日）
- もしもツアーズ（フジテレビ）
- ニノさん（日本テレビ）
- ざっくりハイタッチ（テレビ東京）
- 北野演芸館（TBS、2013年8月25日）
- 飯尾飯〜俺たちのベストつまみ～（フジテレビ）
- 有吉の壁（日本テレビ、2018年9月23日（飯尾のみ）、2019年1月2日（飯尾のみ）、2020年9月16日（飯尾のみ）、10月28日（飯尾のみ）、12月30日（飯尾のみ）、2021年1月20日（やすのみ）、3月3日、4月14日）
- オールスター後夜祭（TBS、2018年10月7日[4]、2019年4月7日[5]）
- 天才てれびくんYOU（飯尾がCEO役のシイ飯尾、やすが副CEO役の陣野やすしとして出演）
- 芸人先生Season3（NHK Eテレ）
- ずん＆朝日奈央のかがわで農家になっちゃいました（2021年12月11日、KSB瀬戸内海放送） - MC
- ずん＆関根麻里の 気になる瀬戸内系バズりの達人（2022年11月26日、KSB瀬戸内海放送） - MC

### ラジオ
- ずんのぞんざいラジオ「二畳半の小部屋から」（TBC東北放送、毎週月曜日23時から）
- コサキンDEワァオ!（TBSラジオ、月1回出演）
- オレたち☆妄想族〜関根勤の頭の中〜（JFN系列）
- 関根勤のカンコンキンラジオ 〜ポァ〜ンと聞いてネ!!〜（文化放送、不定期出演だが頻度は高い）

### 映画
- Oh!透明人間 インビジブルガール登場!?（2014年6月14日公開、右田昌万監督） - 主演・荒方透留役（飯尾） / マキ役（やす）
- 騒音（2015年5月23日公開、関根勤監督） - 日陰滋味男役（飯尾） / 頭の悪い政府高官・高橋役（やす）
- 内村さまぁ〜ず THE MOVIE エンジェル（2015年9月11日公開、工藤浩之監督）